# Héctor Castro
Héctor Castro (29. november 1904 – 15. september 1960) var en uruguayansk fodboldspiller, der med Uruguays landshold vandt guld ved VM i 1930 på hjemmebane. Han var også med til at vinde to sydamerikanske mesterskaber, i henholdsvis 1926 og 1935, samt guld ved OL i 1928 i Amsterdam.
Castro spillede på klubplan for Nacional i hjemlandet, hvor han tilbragte i alt tolv år. Han spillede også hos Estudiantes i Argentina.
Castro var efter sit karrierestop også træner, og stod i spidsen for både Nacional og Uruguay.

## Titler
VM
- 1930 med Uruguay

Sydamerika-Mesterskabet (Copa América)
- 1926 og 1935 med Uruguay

OL
- 1928 med Uruguay